# 阿邁斯貝格山
48°33′17.8″N 13°50′1.6″E / 48.554944°N 13.833778°E

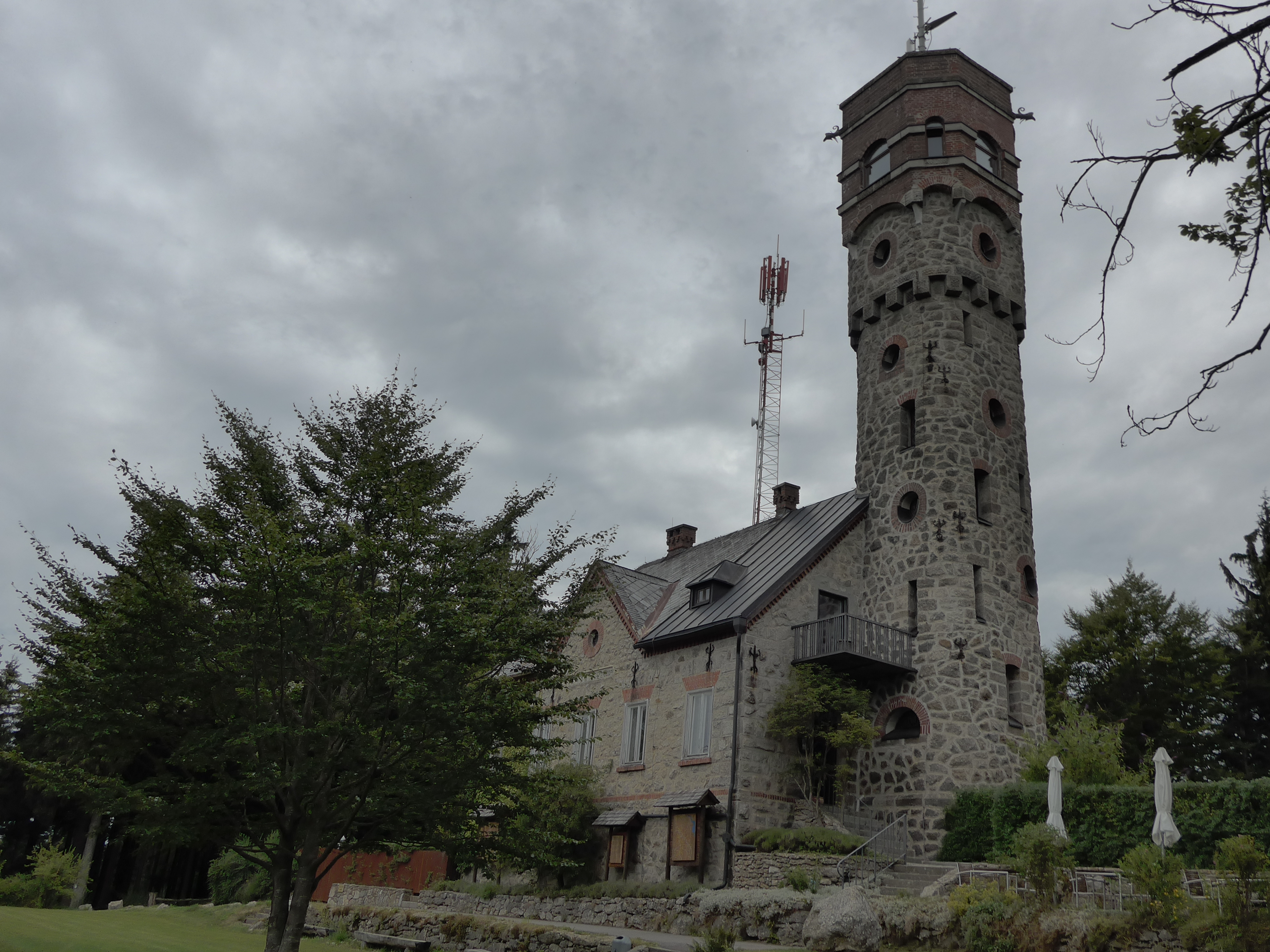

阿邁斯貝格山（德語：Ameisberg），是奧地利的山峰，位於該國北部，由上奧地利州負責管轄，屬於波希米亞林山的一部分，距離貝倫施泰因山16公里，海拔高度941米。